# Leuchttextilie
Als Leuchttextilien, auch Leuchtende Textilien, Leuchttextil, Leuchtende Stoffe, Licht emittierende Textilien bezeichnet man Textilien, die zum Leuchten angeregt werden bzw. selbst leuchten. Die Leuchteffekte werden durch fluoreszierende, phosphoreszierende und elektrolumineszierende Pigmente erzeugt. Man unterscheidet zwischen passiven und aktiven Leuchttextilien.

## Herstellung
Die Pigmente werden auf die Fasern des textilen Substrates mittels Druck- oder Färbeverfahren appliziert oder in die Fasern im Herstellungsprozess eingebracht. Während die fluoreszierenden Pigmente nur unter ultraviolettem (UV-)Licht bzw. unter blau-violettem Licht leuchten und die phosphoreszierenden Pigmente in der Dämmerung nachleuchten, können die elektrolumineszierenden Pigmente durch ein elektrisches Feld bzw. Wechselfeld aktiv zum Leuchten angeregt werden.
Im Fall der elektrolumineszierenden Pigmente müssen zusätzlich leitfähige Garne, Drähte, Litzen oder aber gedruckte leitfähige Bahnen in bzw. auf das Textil integriert bzw. aufgedruckt werden. Die Anregungselektroden bilden häufig eine Interdigitalstruktur und nicht, wie in den elektrolumineszierenden Folien üblich, eine Sandwichstruktur, da die notwendige optisch transparente Elektrode auf Textilien schwer zu erzeugen ist. Analog zu den EL-Drähten gibt es bereits Garnkonstruktionen aus leitfähigen Garnen, die elektrolumineszieren und in textile Flächen eingebracht werden können. Die auf der Elektrolumineszenz beruhenden Textilien werden kurz EL-Textilien genannt.

Die Einarbeitung von Lichtwellenleitern, in deren Enden Licht meist von superhellen LED eingekoppelt wird, ist eine weitere Möglichkeit der Erzeugung von Leuchttextilien. Die total reflektierende Oberfläche der Lichtwellenleiter, wird gezielt geschädigt, so dass entlang des Lichtwellenleiters Licht austritt. Je nach Einarbeitung in die textile Fläche können so flächige Lichteffekte oder aber Leuchtspuren auf den Textilien erzeugt werden.
Lichtquellen wie LED lassen sich als SMD-Bauteil direkt auf Platinen auflöten. µ-LED, RGB-LED sowie OLED (Organic Light Emitting Device) können in textile Flächen oder an Garnstrukturen, die hochleitfähige Zuleitungen enthalten, integriert werden.

## Funktionsprinzip

### Passive Leuchttextilien

#### Fluoreszierende Leuchttextilien
Auf die Fasern des textilen Substrates werden mittels Druck- oder Färbeverfahren fluoreszierende Pigmente appliziert oder diese im Herstellungsprozess in die Fasern eingebracht. Häufig werden auch solche so ausgerüsteten Garne in die textile Fläche gewebt, gestrickt, gewirkt oder gestickt. Unsichtbares UV-Licht wird in sichtbares Licht umgewandelt und hellt die Textilien auf (z. B. Warnfarben auf Sicherheitswesten, Effektfarben unter Schwarzlicht, optische Aufheller).

#### Phosphoreszierende Leuchttextilien
Auf die Fasern des textilen Substrates werden mittels Druck- oder Färbeverfahren phosphoreszierende Pigmente appliziert oder diese im Herstellungsprozess in die Fasern eingebracht. Häufig werden auch solche so ausgerüsteten Garne in die textile Fläche gewebt, gestrickt, gewirkt oder gestickt. Es entstehen in der Dunkelheit nachleuchtende Textilien.

### Aktive Leuchttextilien

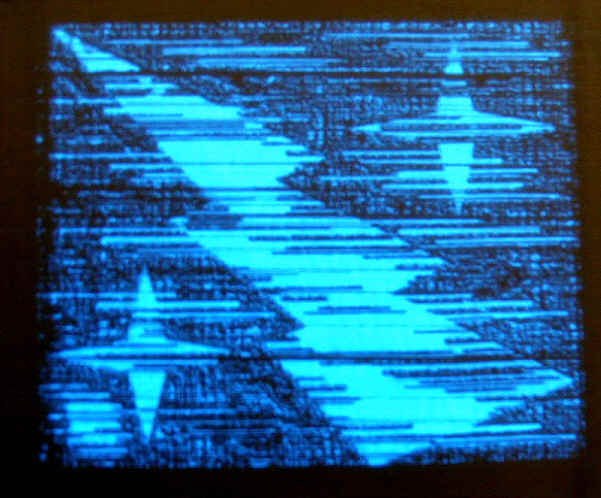
Elektrolumineszierendes Breitgewebe

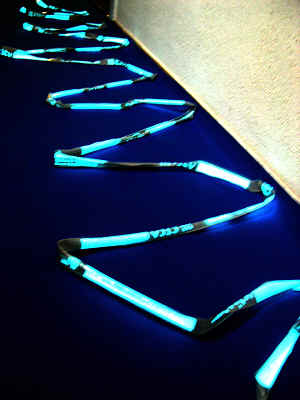
Elektrolumineszierendes Bandgewebe

#### Elektrolumineszierende Textilien
Die so ausgerüsteten textilen Substrate besitzen eine leitfähige Elektrodenstruktur, über die die Pigmente zum Leuchten angeregt werden. Die Elektrodenstruktur der ersten EL-Textilien ist eine webtechnisch erzeugte Interdigitalstruktur. Die Interdigitalstruktur, bei der die beiden ineinander greifenden Elektrodenkämme aus hochfeinen leitfähigen ELITEX®-Garnen bestehen, besitzen einen Fadenelektrodenabstand von weniger als 200 µm, was mit einer Schussdichte von über 100 Schuss und einer Garnfeinheit von 22 dtex realisiert wird.

Die so realisierten Interdigitalgewebe können mit unterschiedlich farbig emittierenden EL-Pigmentpasten bedruckt werden, so dass auf dem textilen Substrat fotorealistisch leuchtende Bilder sichtbar werden. Die derzeit verwendeten EL-Pasten liefern Drucke, die analog zu den EL-Folien mit einer Spannung von 70 – 250 V und einer Frequenz von 400 Hz – 10 kHz zum Leuchten angeregt werden können. Wegen der hohen Spannung sind die EL-Gewebe mit einer isolierenden Schicht versehen.
Auf die Fasern des textilen Substrates werden mittels Druck- oder Färbeverfahren elektrolumineszierende Pigmente appliziert. Auf den EL-Textilien kommen die gleichen elektrolumineszierenden Pigmente wie in EL-Folien und EL-Drähten zum Einsatz. Es handelt sich meist um mikrogekapselte dotierte Zinksulfidpigmente.

#### Leuchttextilien mit integrierten Lichtwellenleitern
Über Zusatzeinrichtungen werden textil verarbeitbare Lichtwellenleiter aus Polymethylmethacrylat (PMMA) oder Polycarbonat (PC) oberflächlich definiert geschädigt, so dass sie am Faserende eingespeistes Licht über die Mantelfläche wieder abgeben. Anschließend werden diese Fäden in textile Flächen gewebt, gewirkt, gestrickt oder gestickt. Die Lichtwellenleiter sind gebündelt, so dass an den Enden über superhelle LED oder andere Lichtquellen Licht eingespeist werden kann.

#### Leuchttextilien mit integrierten LED

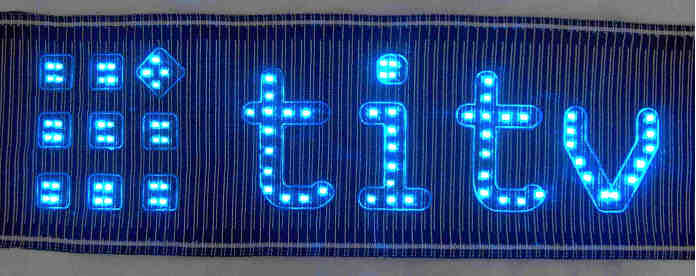
Gewebte Doppelkammstruktur mit elektrisch leitenden Fäden und aufgelöteten LED sowie aufgestickten Strukturen

Mit der Miniaturisierung der Leuchtdiode (LED) hin zu SMD-LED und µ-LED, der Möglichkeit der Steuerung der Farbe des emittierten Lichtes (RGB-LED), ihrer hohen Lichtintensität, der hohen Effizienz, der massenhaften Verfügbarkeit und des geringen Preises, werden diese Lichtquellen interessant für die Herstellung von Leuchttextilien.
Lichtquellen werden mittels leitfähigen Garnen mit Strom versorgt. Diese leitfähigen Garne werden im Web- oder Stickprozess (e-broidery) in die Textilien integriert. Aber auch auf Textilien aufgedruckte oder kaschierte leitfähige Strukturen sind für die Stromversorgung denkbar. Je nach textiler Zuleitungsstruktur lassen sich die LED nahezu frei positionieren und kontaktieren. Es werden bereits auch textile Rollschriftdisplays und textile farbige Monitore mit geringer Auflösung aus SMD-RGB-LED vorgestellt.

## Anwendung
- Automobilindustrie, Fahrzeugbau
- Sicherheitsbereich
- Werbung
- Dekoration
- Heimtextilien